# Kareli (stad in Georgië)
Kareli (Georgisch: ქარელი) is een stad in centraal-Georgië met 6.775 inwoners (2024), gelegen in de regio Sjida Kartli. Het is het bestuurlijk centrum van de gelijknamige gemeente en is gesitueerd op de rechteroever van de Mtkvari, op ongeveer 630 meter boven zeeniveau. Kareli ligt honderd kilometer ten westen van hoofdstad Tbilisi. 

## Geschiedenis
De locatie van Kareli zou al bewoond zijn sinds de vroege bronstijd, zo blijkt uit historische bronnen. Kareli had al een ontwikkeld stadscentrum in de 16e-17e eeuw. Het was toen in handen van de adellijke familie Tsitsisjvili. In 1939 werd Kareli het bestuurlijk centrum van het nieuwe rajon Kareli. Op 19 april 1962 werd de status van Kareli verhoogd naar 'nederzetting met stedelijk karakter', en verkreeg het de stadsstatus in 1981.
Op 8 augustus 2008, de eerste dag van de Russisch-Georgische Oorlog, was Kareli doelwit van een Russische luchtaanval.

## Demografie
Begin 2024 had Kareli 6.775 inwoners, een lichte groei van ruim 2% sinds de volkstelling van 2014.
| Aantal                                                           | 2.445 | - | 5.407 | 6.698 | 8.473 | 8.271 | 7.185 | 6.654 | 6.936 | 6.775 |
| Verantwoording data: Bevolkingsstatistiek Georgië 1897 tot heden |       |   |       |       |       |       |       |       |       |       |

### Etniciteit
De bevolking van Kareli bestond volgens de volkstelling van 2014 voor ruim 82% uit Georgiërs, ruim 11% uit Azerbeidzjanen, 3% Osseten en 3% Armeniërs. In 1923 had Kareli nog een grote Georgisch-Joodse gemeenschap, ruim 30% van het aantal inwoners groot.

## Bezienswaardigheden

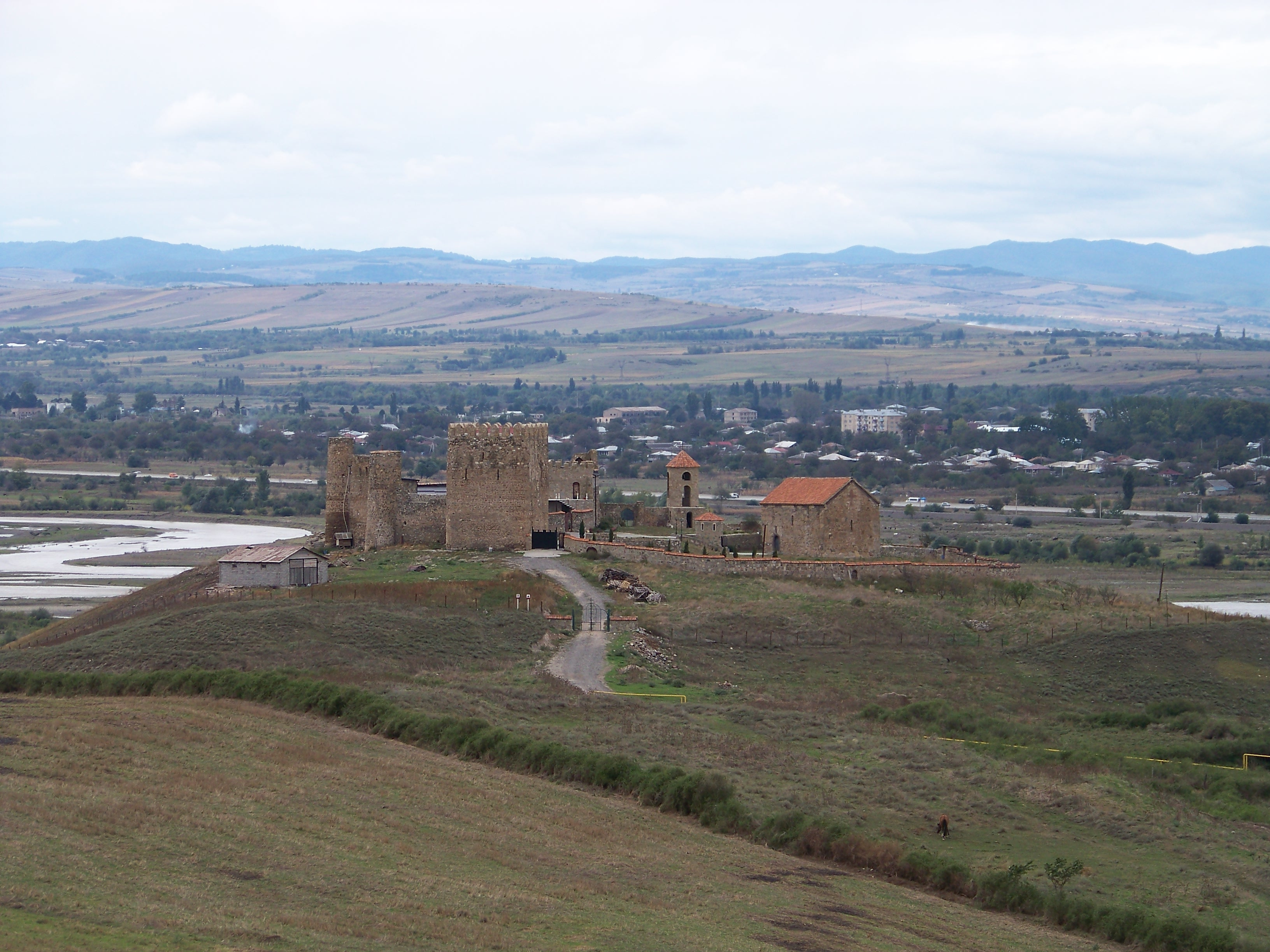
Kasteel Samtsevrisi (Agara op achtergrond)

In het stadje Kareli zijn weinig bijzondere (cultuur-historische) bezienswaardigheden. Er staat een 19e-eeuwse hallenkerk, de Kerk van Hemelopneming, die als beschermd cultureel erfgoed te boek staat.
Op zeven kilometer ten westen van Kareli, bij het dorp Samtsevrisi, staat het bekende en goed bewaarde middeleeuwse Kasteel Samtsevrisi op een heuvel aan de Mtkvari. Een deel van het kasteel is in gebruik als klooster. In het dorp staat ook een 7e-eeuws kerkje, dat geldt als een van de beste voorbeelden van vroeg middeleeuwse Georgische religieuze cultuur.

## Vervoer
De belangrijkste doorgaande weg door de stad is de nationale route Sh29, een lange regionale route die aan de zuidkant van de Mtkvari langs de voet van het Trialetigebergte loopt en Chasjoeri via Kareli met Gori en Tbilisi verbindt. Vanuit het centrum is de nationale route Sh59 de toegangsroute tot de S1 (E60) autosnelweg. 
Kareli is sinds 1872 verbonden met het spoor, toen de eerste spoorlijn van Georgië opende tussen Tbilisi en Poti.

## Geboren
- Jemal Mtsjedlisjvili (1962), judoka, Europees en wereldkampioen sambo tot 82 kg (periode 1987-1991).
- Georgi Dzasochov (1971), politicus in Rusland, actief in ecologische partij 'De Groenen'. Verliet Georgië nadat hij vanwege de oorlog in 2008 tegen president Micheil Saakasjvili rebelleerde.
- Tato Grigalasjvili (1999), judoka, Europees kampioen tot 81 kg (2020, 2022).